# Streekbus

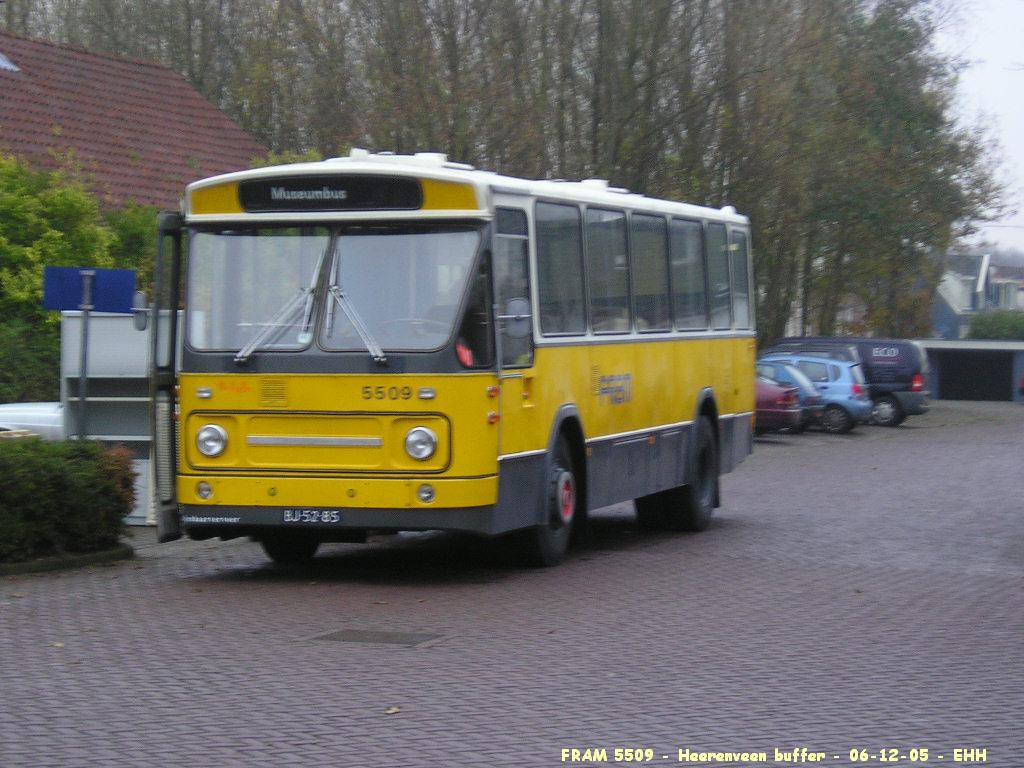
Korte Leyland-Den Oudsten standaard streekbus (lengte 10 meter) van de FRAM, ex-NBM (oorspronkelijk stadsbus te Hilversum)

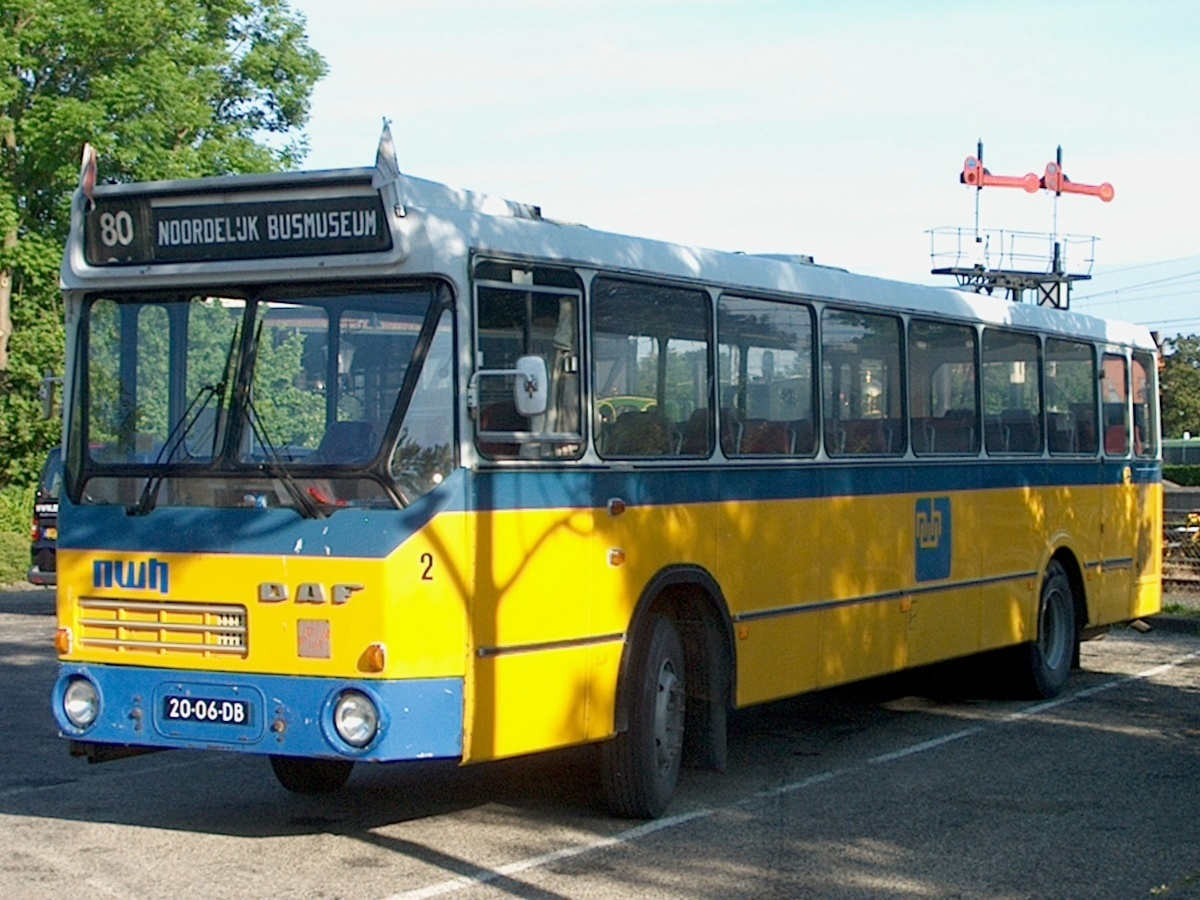
DAF SB1602/ZABO-streekbus 2 van het vroegere bedrijf Noord-Westhoek, bouwjaar 1975

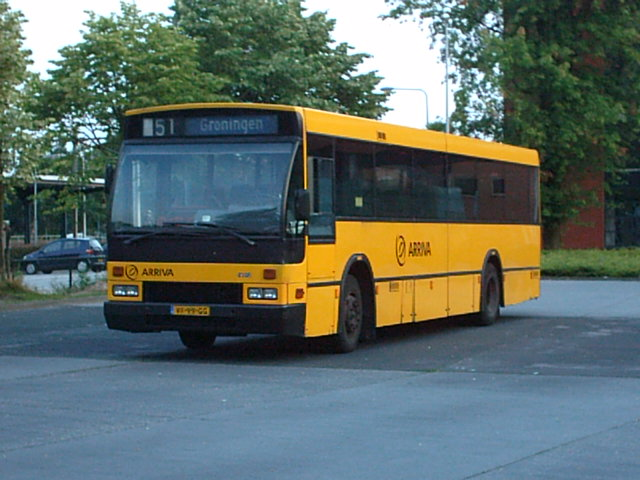
Den Oudsten-DAF B88 van Arriva, afkomstig van het vroegere streekvervoerbedrijf VEONN

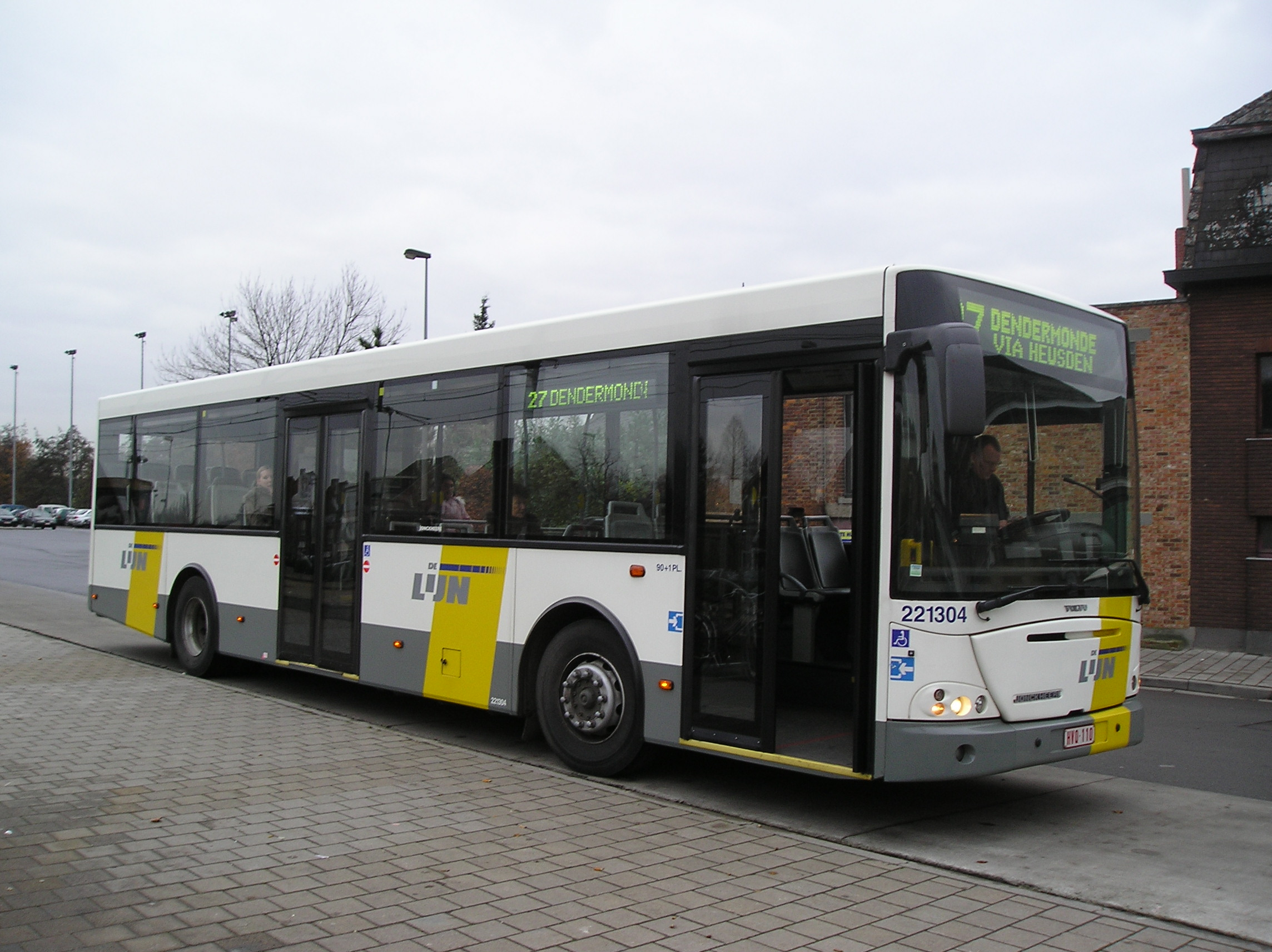
Volvo/Jonckheere Transit van De Ras-De Laere te Lede, buspachter van De Lijn

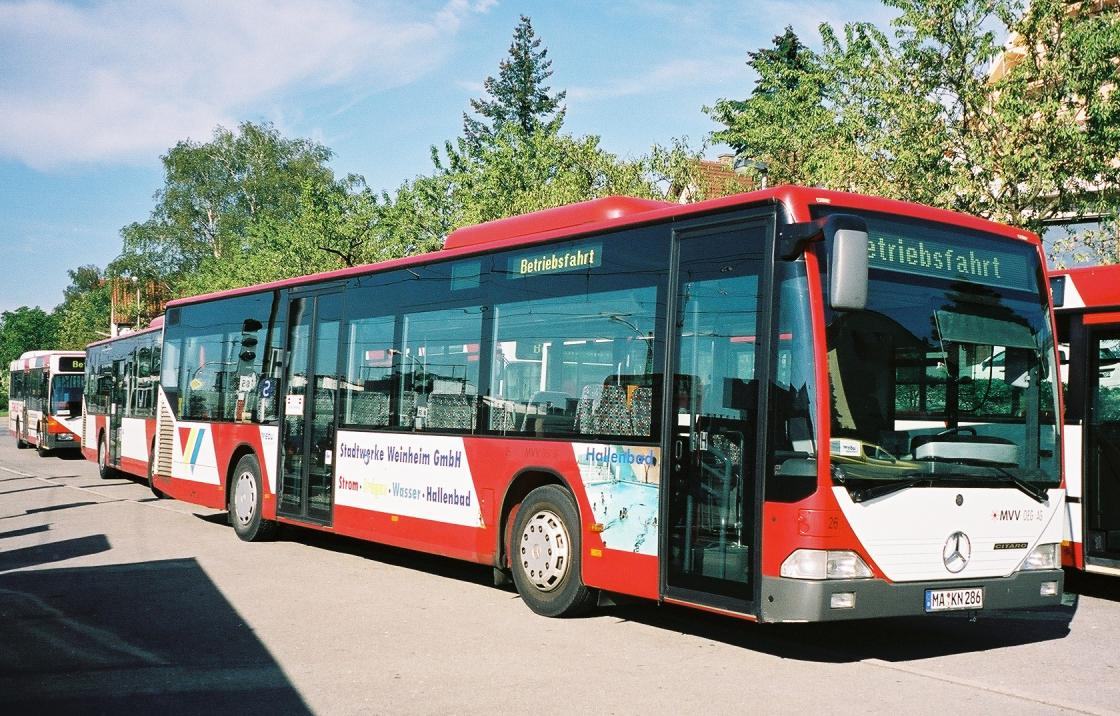
Mercedes-Benz Citaro van het Duitse OV-bedrijf MVV OEG AG

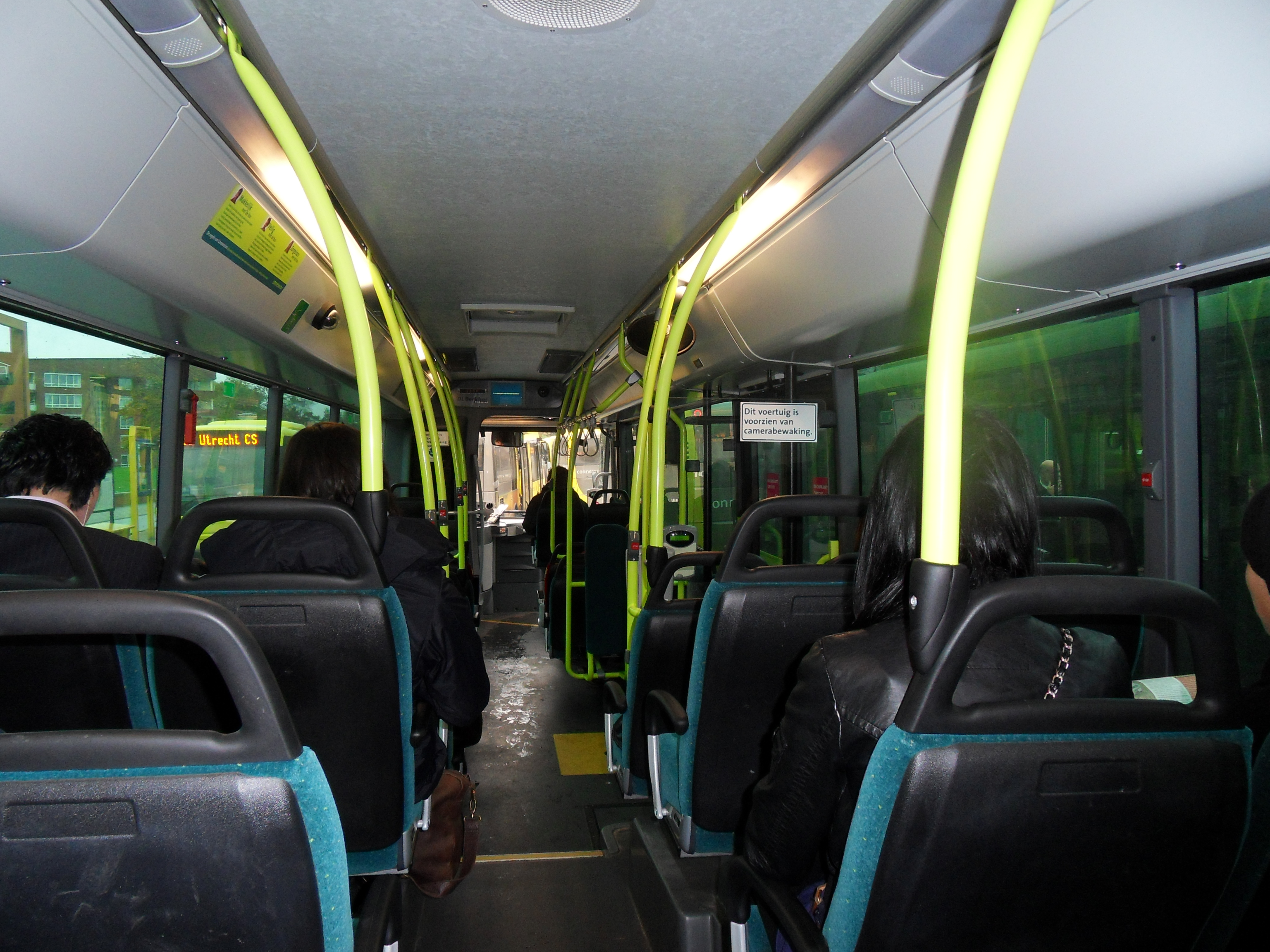
In een streekbus van Connexxion

Een streekbus is een bus voor openbaar vervoer tussen steden onderling en tussen steden en dorpen. Lange tijd waren verreweg de meeste streekbussen in Nederland geel van kleur (met grijze schortplaten en witte daken), maar vervoerders zijn weer hun eigen kleurstelling gaan gebruiken. Dit sluit aan bij de historie tot het einde van de jaren zestig. De meeste streekbussen zijn 12 meter lang, maar kortere bussen (10 meter) of verlengde bussen (15 meter), of gelede bussen (18 meter) worden eveneens ingezet. Het aandeel zitplaatsen is bij streekbussen meestal groter dan bij stadsbussen, ten koste van het aantal staanplaatsen.

## Nederland
De zelfstandige streekvervoerders die vanaf omstreeks 1920 het land met buslijnen overdekten, kochten autobussen in van eigen keus, waardoor een grote variatie aan merken en carrosseriebouwers ontstond. Na 1945 behoorden veel Nederlandse streekbusmaatschappijen tot het NS-concern, dat centraal vele honderden aantallen standaardbussen inkocht van merken als Crossley, Scania-Vabis, DAF en Leyland met carrosserieën van grote fabrieken als Werkspoor (leverancier van de Bolramer-streekbus) en Verheul.
In Nederland is tussen 1967 en 1988 een eerste serie zogenaamde 'standaard streekbussen' gebouwd, waarvan de bekendste de Leyland-Verheul LVB668 en de DAF MB200 zijn, de laatste met een opbouw van Hainje of Den Oudsten. Naast DAFs werden ook Leyland- en Volvo-bussen van dit model gefabriceerd. Deze serie is opgevolgd door de DAF MB230 LC615 Den Oudsten B88.
Thans worden door de maatschappijen diverse typen bussen gebruikt die niet meer op eigen initiatief in samenwerking met de industrie worden ontwikkeld. Het zijn de bouwers zelf die een bepaalde bus op de markt brengen die door afnemers kunnen worden gekocht. Het gaat hierbij om types als de Den Oudsten Alliance, de Mercedes-Benz Citaro, de Mercedes-Benz Integro, de Berkhof Ambassador en diverse modellen van MAN.

## Lage vloer
Vrijwel alle nieuwe streekbussen hebben geheel of gedeeltelijk een lage vloer. Hierbij wordt onderscheid gemaakt tussen low-floor en low-entry. Een low-floorbus heeft een lage vloer over de gehele lengte van de bus, een low-entrybus heeft een lage vloer bij de deuren en daartussen, met in het achterste gedeelte een verhoogde vloer. Verschillende busbouwers plaatsen alle zitplaatsen in een low-floor- of low-entrybus echter wel weer op een verhoging, waardoor het instapgemak ervoor zorgt dat het lastiger wordt te gaan zitten. Het is door de wielbakken (de spatborden van de wielen) overigens haast onmogelijk om alle zitplaatsen op de lage vloer te plaatsen. Voor rolstoelers is een rolstoelplank aanwezig (manueel of elektrisch te bedienen).
Sinds 2017 zijn vrijwel alle nieuwe streekbussen voorzien van wifi via 4G en USB 3.0 A-aansluitingen om hierbij een gsm of een smartphone bij elke zitplaats op te laden.